# Pencey Prep
Pencey Prep — американская рок-группа из города Бельвиль, Нью Джерси, существовавшая в 1998—2002 годах. В состав группы входил Фрэнк Айеро, который после распада группы присоединился к My Chemical Romance. Название было взято из книги Джерома Селинджера «Над пропастью во ржи», и является названием школы, из которой был выгнан главный герой.

## История
Некоторые члены группы ещё до этого играли в местных панк-рок группах, Фрэнк Айеро — в Sector 12, Нейл Сабатино — в Stick Figure Suicide. Потом Фрэнк присоединился к Pencey Prep в качестве вокалиста и гитариста, параллельно обучаясь в Ратгерском университете. Между 2000 и 2001 годами группа подписала контракт с Eyeball Records. Pencey Prep считали частью молодой постхардкор и панк сцены Нью Джерси, как и их друзей по лейблу — Thursday. Группа принимала участие в совместном с Atom & His Package и Nada Surf туре по США, а релиз их первого и единственного альбома Heartbreak in Stereo состоялся 26 ноября 2001 года. Pencey Prep распались в начале мая 2002 года.

## После Pencey Prep
После распада группы, Айеро играл в I Am A Graveyard и Give Up The Ghost, а потом присоединился к My Chemical Romance как ритм-гитарист за несколько дней до начала записи их дебютного альбома I Brought You My Bullets, You Brought Me Your Love, релиз которого тоже состоялся на Eyeball Records. Участники My Chemical Romance сказали, что навыки Айеро, как гитариста «очень понадобились, когда группа перешла от подвальных вечеринок к настоящим живым выступлениям».
Клавишник Шон Саймон был в туре вместе с My Chemical Romance, и уже в 2013 стал соавтором комикса The True Lives of the Fabulous Killjoys с Джерардом Уэем.
Сабатино оставил Pencey Prep ещё в 2001 и начал сольный акустический проект Fairmount; через некоторое время к нему присоединился МакГуайр на бас-гитаре. В 2007 году, МакГуайр вместе с Фрэнком Айеро создали хардкор группу Leathermouth.

## Состав
- Тим Хеэйджвик — ударные
- Фрэнк Айеро — вокал, гитара
- Джон МакГуайр — бас-гитара, бэк-вокал
- Нейл Сабатино — гитара, бэк-вокал
- Шон Саймон — клавишные

## Дискография
- Trying to Escape the Inevitable (2000)
- Long Walk to Forever (2000)
- Heartbreak in Stereo[англ.] (2002)